# غوست شارك
غوست شارك (بالإنجليزية: Ghost Shark؛ يترجم كـ « الشبح القرش »)‏ هو فيلم من إخراج غريف فورست وعُرضت على قناة ساي فاي في 22 أغسطس 2013.

## قصة الفيلم
اختفت مراهقة كريستي بروس الرابع الأخير من يوليو من طرف الشاطئ المدرسة الثانوية. قطعت ذراعها جرفت إلى الشاطئ في وقت لاحق اليوم. أصبح مخمور البحر الكابتن بليز شو بطلا للصغير.

## روابط خارجية
- غوست شارك على موقع IMDb (الإنجليزية)
- غوست شارك على موقع فيلمافينيتي (الإسبانية)
- غوست شارك على موقع قاعدة بيانات الفيلم (الإنجليزية)
- غوست شارك على موقع ليتربوكسد (الإنجليزية)
- غوست شارك على موقع كينوبويسك (الروسية)